# B'z
B'z är ett japansk rockduo som grundades 1988. Bandet består av gitarristen Tak Matsumoto och sångaren Koshi Inaba. Dom har idag blivit en av Japans mest framgångsrika musikgrupper och är med i listan över bästsäljande artister i både Japan och på internationell nivå. Rent musikaliskt har B'z provat många musikstilar som bland annat rockmusik, hårdrock, blues, pop, heavy metal och new wave. Bandets låttexter är oftast skrivna på japanska, bortsett från vissa som är helt skrivna på engelska eller innehåller några ord på engelska. Vissa låtar räknar även med engelskspråkiga varianter. 

## Bandmedlemmar
- Tak Matsumoto, gitarr.
- Koshi Inaba, Sång.

## Diskografi

### Album
- B'z, 1988
- OFF THE LOCK, 1989
- BREAK THROUGH, 1990
- RISKY, 1990
- IN THE LIFE, 1991
- Mars, 1991
- RUN, 1992
- The 7th Blues, 1994
- LOOSE, 1995
- SURVIVE, 1997
- Brotherhood, 1999
- ELEVEN, 2000
- GREEN, 2002
- BIG MACHINE, 2003
- THE CIRCLE, 2005
- MONSTER, 2006
- ACTION, 2007
- MAGIC, 2009
- C'MON, 2011
- EPIC DAY, 2015
- DINOSAUR, 2017
- NEW LOVE, 2019

### Singlar
- だからその手を離して, 1988
- 君の中で踊りたい, 1989
- LADY-GO-ROUND, 1990
- BE THERE, 1990
- 太陽のKomachi Angel, 1990
- Easy Come, Easy Go!, 1990
- 愛しい人よ"Good Night..., 1990
- LADY NAVIGATION, 1991
- ALONE, 1991
- BLOWIN', 1992
- ZERO, 1992
- 愛のままにわがままに 僕は君だけを傷つけない, 1993
- 裸足の女神, 1993
- Don't Leave Me, 1994
- MOTEL, 1994
- ねがい, 1995
- love me, I love you, 1995
- LOVE PHANTOM, 1995
- ミエナイチカラ ～INVISIBLE ONE～, 1996
- Real Thing Shakes, 1996
- FIREBALL, 1997
- Calling, 1997
- Liar! Liar!, 1997
- さまよえる蒼い弾丸, 1998
- HOME, 1998
- ギリギリchop, 1999
- 今夜月の見える丘に, 2000
- May, 2000
- juice, 2000
- RING, 2000
- ultra soul, 2001
- GOLD, 2001
- 熱き鼓動の果て, 2002
- IT'S SHOWTIME!!, 2003
- 野性のENERGY, 2003
- BANZAI, 2004
- ARIGATO, 2004
- 愛のバクダン, 2005
- OCEAN, 2005
- 衝動, 2006
- ゆるぎないものひとつ, 2006
- SPLASH!

### Best of-album
- B'z The Best "Pleasure", 1998
- B'z The Best "Treasure", 1998
- B'z The Best "Pleasure II", 2005
- B'z The Best "ULTRA Pleasure", 2008
- B'z The Best "ULTRA Treasure", 2008

### DVD:er
- LIVE RIPPER
- "BUZZ!!" THE MOVIE
- The true meaning of "Brotherhood"?
- once upon a time in Yokohama
- a BEAUTIFUL REEL. B'z LIVE-GYM 2002 GREEN ～GO★FIGHT★WIN～
- Typhoon No.15 ～B'z LIVE-GYM The Final Pleasure "IT'S SHOWTIME!!" in Nagisaen～